# Acadêmicos do Dendê
Grêmio Recreativo Escola de Samba Acadêmicos do Dendê (ou simplesmente Acadêmicos do Dendê) é uma escola de samba brasileira da cidade do Rio de Janeiro, sediada no bairro do Tauá, Zona Norte da cidade. Foi fundada em 25 de junho de 1992, originária do antigo bloco Unidos do Dendê, em 1965, após a extinção do bloco Unidos da Cova da Onça. Conquistou três campeonatos e quatro vice-campeonatos em grupos de acesso.

## História
Personalidades como Cid Pinheiro, Moacir, Filinho, Tino, Belizário Pinheiro, Fizinho, Egídio, Bilo, China e Aurélio se reuniram na residência do Sr. Cid Pinheiro, a fim de formar a nova comissão de carnaval. O bloco tornou-se então o grande campeão da categoria banho de mar a fantasia e em campeonatos internos na Ilha do Governador. Um breve intervalo nas atividades do Unidos do Dendê, contribuiu para o surgimento de dois novos blocos: Canarinhos e Falange.
Em 1990, a união desses dois grupos daria um novo impulso ao carnaval da comunidade. Em 1991, o bloco foi campeão. No ano seguinte, o bloco alcançou o título de Acadêmicos do Dendê, tendo como cores oficiais  o azul o branco, que decoram seu pavilhão.
Campeã do Grupo B em 1995, a Acadêmicos do Dendê, acabou tendo que disputar novamente o mesmo Grupo em 1996, por causa da extinção da LIESGA. Não deu outra, a escola apresentou-se mais uma vez muito bem, como o enredo "Prédio Roubado, Ponha-se na Rua... Ora pois pois", conquistando o vice-campeonato, o que lhe valeu uma vaga no Grupo de Acesso A em 1997.
Depois de um ano sem desfilar, por causa de brigas internas, a Acadêmicos do Dendê voltou em 2000 à avenida para homenagear os 500 anos do Descobrimento do Brasil.
Em 2006 Antonio entra para a Escola e dá uma nova dinâmica administrativa.
Em 2007, a agremiação desfilou no Grupo C, ficando quase perto de voltar ao Grupo B, terminando na 2º colocação, mesmo tendo citada por toda impressa como a melhor que desfilou no grupo.
Em 2009, a escola do Dendê homenageou os carnavais que passaram na TV Manchete, com  enredo Pode preparar o seu confete, este ano na Avenida tem Manchete, de autoria de Paulo Brasil. Contudo, a agremiação ficou em 10°lugar com 156,1 pontos, permanecendo para o mesmo grupo em 2010.
Para 2010, a escola do Dendê homenageou o compositor Ismael Silva, com o enredo A Origem de uma Estrela! De Niterói para a História... De Deixa Falar à Estácio de Sá, Ismael Silva, sua vida o Dendê contará!, de autoria de Almir Jhunior sendo rebaixada para o Grupo D em 2011.
Em 2011 o Dendê  com o enredo “Saideira – Uma paixão Nacional”, do carnavalesco Severo Luzardo, fez um belo desfile contando a história da cerveja. Mesmo com a boa apresentação, a Acadêmicos do Dendê terminou em terceiro, a apenas 0,5 pontos da campeã Império da Praça Seca.
No ano de 2012, apresentou um enredo sobre a Ilha do Governador, fazendo um desfile que brigaria pelo título, mas pecando nas obrigatoriedades, o que fez que continuasse no grupo D.
Para 2016, a Agremiação, optou por 2 grandes talentos: Luiz Antônio de Almeida, um grande talento descoberto em 2014, no carnaval carioca, com passagens nos carnavais do Rio e São Paulo, aliado a Severo Luzardo, conhecido e premiado carnavalesco. Os dois, fazendo essa "dobradinha", levarão com maestria, esta obra para o Carnaval de 2016.
Ubiraci de Oliveira, mais conhecido na comunidade pelo apelido de Macalé, sempre esteve de frente na escola. Apaixonado pelo Dendê, ele sempre deu seu sangue pela escola, sendo ele o coração e a alma da Acadêmicos do Dendê até a sua morte, em Abril 2020.

## Segmentos

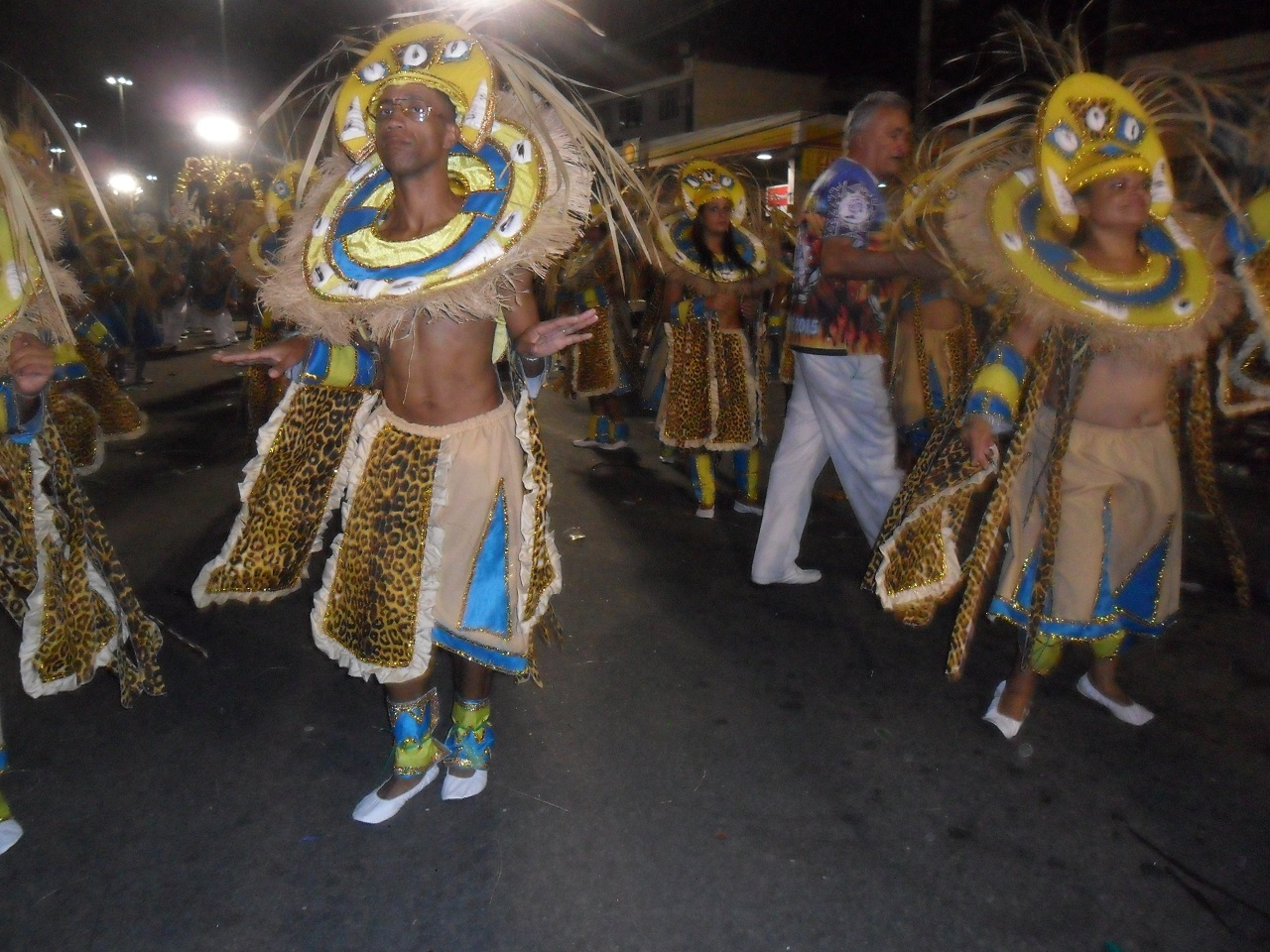
Imagem do desfile de 2015, sobre a Rainha Ginga.

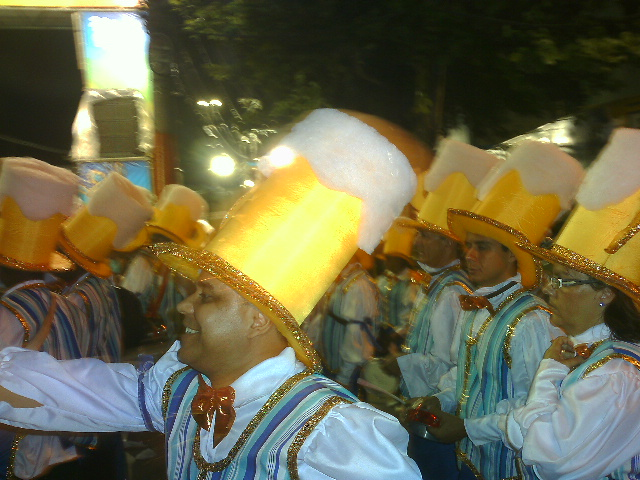
Imagem do desfile de 2011, com o enredo "Saideira, uma paixão nacional"

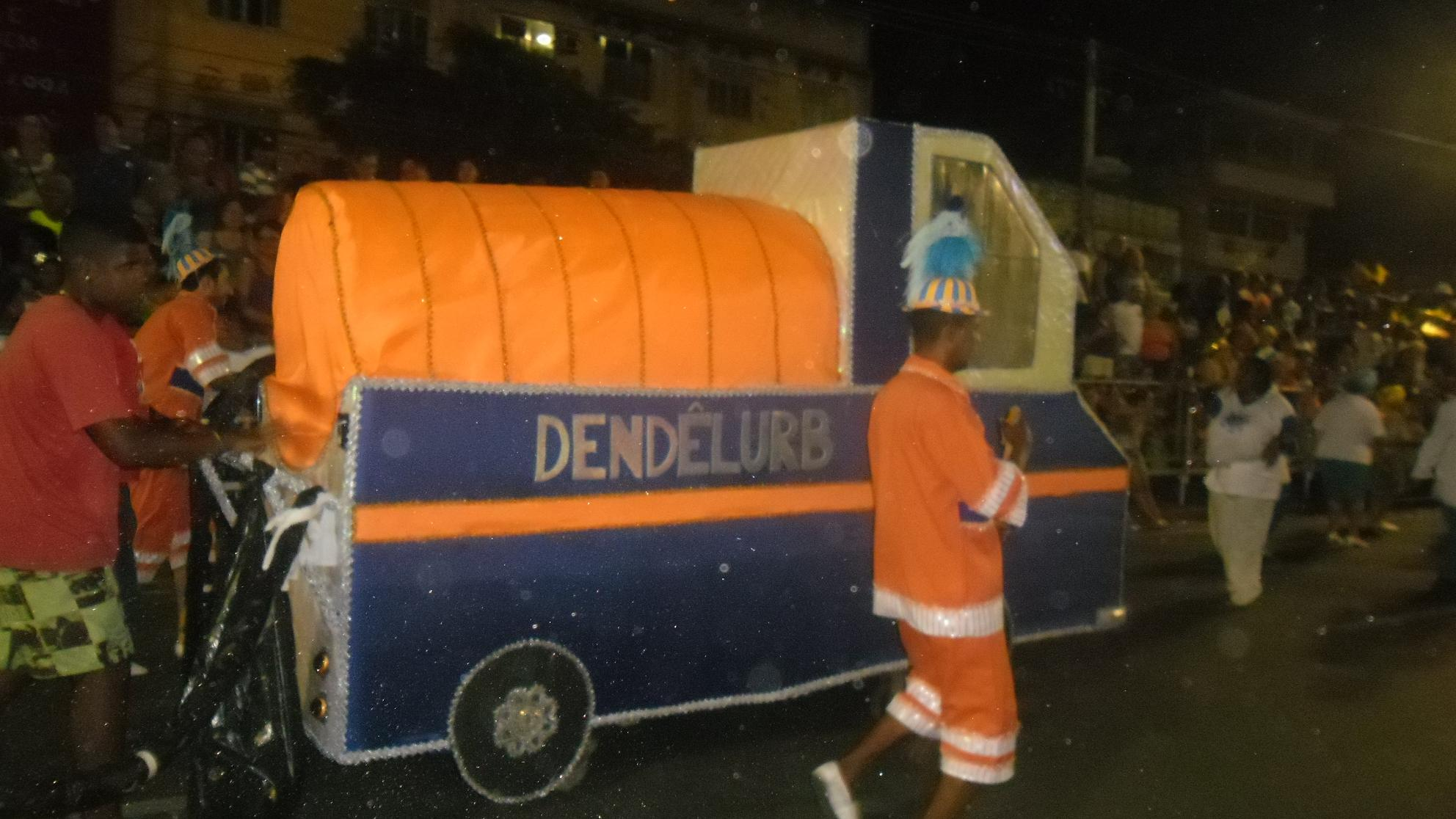
"Dendêlurb", alegoria do desfile de 2013

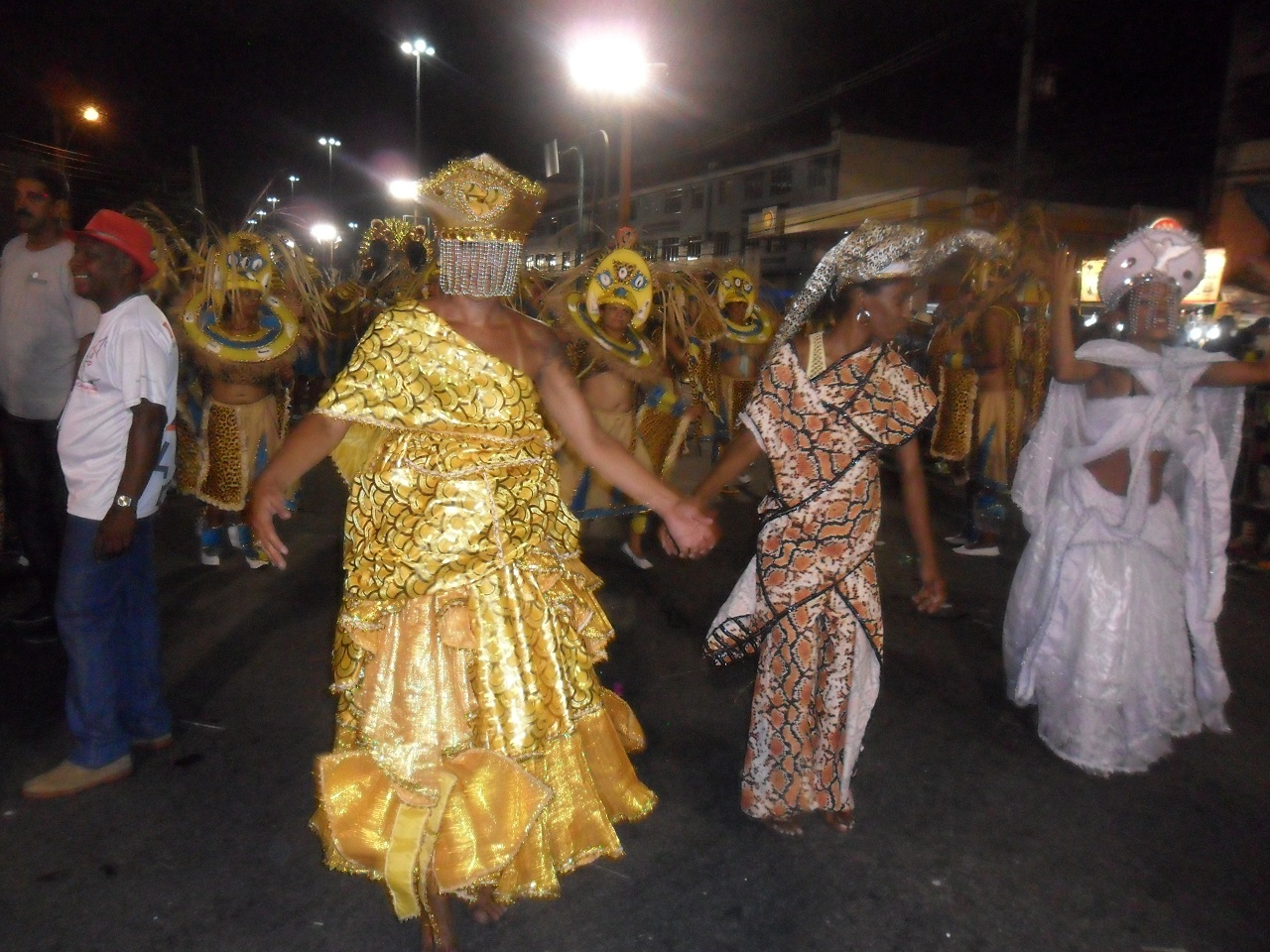
Imagem do desfile de 2015

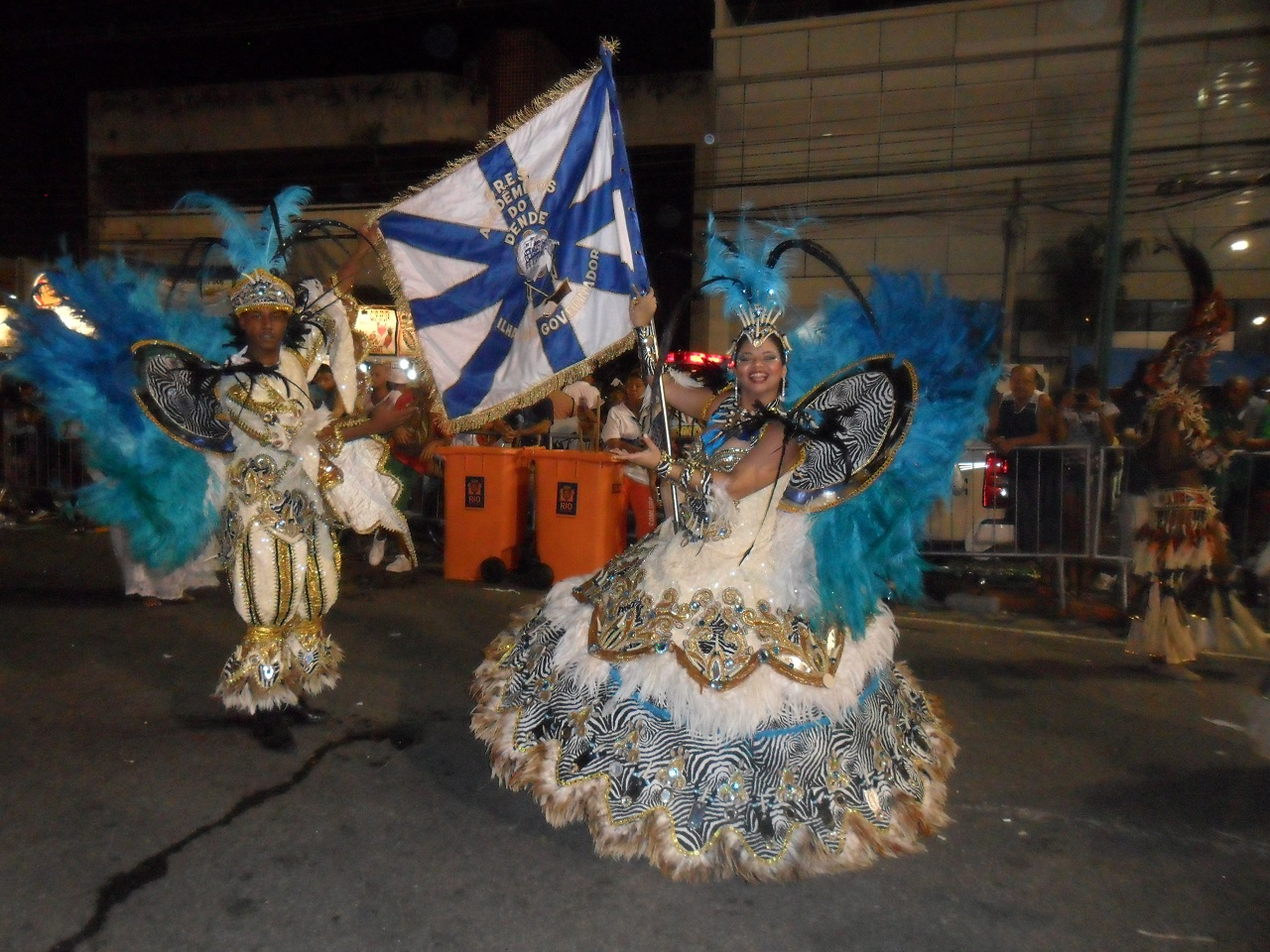
O casal de Mestre-sala e Porta-bandeira no desfile de 2015

### Presidência
| Presidente                                | Mandato     | Referência          |
| ----------------------------------------- | ----------- | ------------------- |
| José Carlos de Araujo                     | 1993 - 1996 | [ 6 ]               |
| Antonio Carlos da Costa ("Kid")           | 1997 - 2003 | [ 6 ]               |
| Moisés Costa Neris                        | 2004 - 2005 | [ 6 ]               |
| Ubiraci de Oliveira ("Macalé")            | 2006 - 2009 | [ 6 ]               |
| Antonio Luiz dos Santos Costa ("Tuninho") | 2010 - 2013 | [ 6 ]               |
| Fabiano Cosme Nascimento                  | 2014 - 2016 | [ 7 ]               |
| Luiz Marcos de Souza Albuquerque          | 2017 -2018  | [carece de fontes?] |
| Carlos Augusto da Silva Mello “Mistura”   | 2019-2021   | [ 8 ]               |
| Nilton Fernando                           | 2021-2023   |                     |

| Presidente de honra            | Mandato           | Referência |
| ------------------------------ | ----------------- | ---------- |
| Ubiraci de Oliveira ("Macalé") | 2010 - atualidade | [ 8 ]      |

### Intérpretes
| Período     | Intérpretes oficiais       | Referência    |
| ----------- | -------------------------- | ------------- |
| 1996        | Quinho e Neguinho da Ilha  | [ 9 ]         |
| 1997        | Carlinhos de Pilares       | [ 10 ]        |
| 2000        | Duda do Dendê              | [ 11 ]        |
| 2003        | Decicka Jones              | [ 12 ]        |
| 2005 - 2014 | Ednaldo de Lima            | [ 13 ] [ 14 ] |
| 2015        | Dou’m Guerreiro            | [ 15 ]        |
| 2016 - 2017 | Bruno Revelação            | [ 16 ]        |
| 2017        | Felipe Lima                |               |
| 2020        | Edinaldo de Lima "Ed Lima" | [ 8 ]         |

### Comissão de Frente
| Período     | Coreógrafo(a)    | Referência    |
| ----------- | ---------------- | ------------- |
| 2007 - 2008 | Denise Acquarone | [ 17 ] [ 18 ] |
| 2009        | Erick Bruno      | [ 19 ] [ 20 ] |
| Erick Bruno | 2010             |               |
| 2011        | Claudio Massena  | [ 21 ]        |
| 2012        | Jaime Arôxa      | [ 22 ] [ 23 ] |
| 2013        | Renan França     | [ 24 ]        |
| 2020        | Léo Calvo        | [ 8 ]         |

### Mestre-sala e Porta-bandeira
| Período | Casal                                | Referência    |
| ------- | ------------------------------------ | ------------- |
| 1996    | Élcio PV e Dóris                     | [ 9 ]         |
| 2005    | José Augusto e Ana Carolina          | [ 13 ] [ 25 ] |
| 2007    | Guga e Nathália                      | [ 26 ] [ 17 ] |
| 2008    | André e Patrícia                     | [ 27 ]        |
| 2009    | Jean e Patrícia                      | [ 19 ] [ 20 ] |
| 2010    | Eduardo Silva e Pâmela Christo       | [ 28 ] [ 29 ] |
| 2011    | Jhonny e Tuane                       | [ 30 ] [ 21 ] |
| 2012    | Marlon Flores e Bárbara Verçoza      | [ 23 ] [ 31 ] |
| 2015    | Foguinho e Tuany Serra               | [ 7 ] [ 15 ]  |
| 2016    | Paulo Henrique Barbosa e Tuany Serra | [ 16 ]        |
| 2017    | Foguinho e Caroline                  |               |
| 2018    | Ruan e Kamille                       |               |
| 2020    | Victor Igor e Cassiane Figueiredo    | [ 8 ]         |

### Bateria
| Período     | Diretor de bateria         | Referência           |
| ----------- | -------------------------- | -------------------- |
| 1996        | Mestre Odilon              | [ 9 ]                |
| 1997        | Mestre Edinho              | [ 10 ]               |
| 1999        | Mestre Felipe              | [ 32 ]               |
| 2000        | Mestres Felipe e Rabicó    | [ 11 ]               |
| 2001 - 2002 | Mestre Renato Alves Gomes  | [ 33 ] [ 34 ]        |
| 2003 - 2004 | Mestre Rabicó              | [ 12 ] [ 35 ]        |
| 2005        | Mestre Alan                | [ 13 ] [ 25 ]        |
| 2006        | Mestre Rabicó              | [ 36 ]               |
| 2007 - 2008 | Mestre Luís Fernando       | [ 17 ] [ 27 ]        |
| 2009        | Mestre Alan                | [ 19 ] [ 20 ]        |
| 2010        | Mestre Luís Fernando       | [ 28 ]               |
| 2011 - 2014 | Mestre Sagui               | [ 30 ] [ 23 ] [ 14 ] |
| 2013        | Mestres Mauricio e Marcelo |                      |
| 2014 - 2015 | Mestre Mauricio            |                      |
| 2015 - 2017 | Mestre Fernando Marins     | [ 37 ]               |
| 2017        | Mestre Sagui               |                      |
| 2018        | Mestre Felipe              |                      |
| 2020        | Júlio Cesar “Sagui”        | [ 8 ]                |

| Rainha de bateria | Período           | Referência |
| ----------------- | ----------------- | ---------- |
| Luh Alves         | 2014-2016         | [ 37 ]     |
| Débora Ribeiro    | 2017              |            |
| Mayara Teixeira   | 2018              |            |
| Luh Alves         | 2019              |            |
| Nanda Marquez     | 2020 - atualmente | [ 8 ]      |

### Direção
| Diretores de carnaval          | Período       | Referência    |
| ------------------------------ | ------------- | ------------- |
| Ubiraci de Oliveira ("Macalé") | 2001 - 2006   | [ 33 ] [ 38 ] |
| André Felipe                   | 2007          | [ 17 ]        |
| Valdo Rosa                     | 2008          | [ 27 ] [ 18 ] |
| Marli Matos                    | 2009          | [ 19 ] [ 20 ] |
| Almir Jhunior                  | 2010          |               |
| Jorge Ripper                   | 2011          | [ 30 ] [ 21 ] |
| Cláudio Luiz ("Peixe")         | 2012 - 2015   | [ 23 ] [ 37 ] |
| 2020                           | Daniel Ghanem | [ 8 ]         |

| Diretores de harmonia          | Período              | Referência    |
| ------------------------------ | -------------------- | ------------- |
| Valdo Rosa                     | 1999 - 2001          | [ 32 ] [ 33 ] |
| Ubiraci de Oliveira ("Macalé") | 2005                 | [ 13 ]        |
| Francisco de Assis ("Baiano")  | 2007                 | [ 26 ] [ 17 ] |
| Edson Honorato                 | 2008 - 2010          | [ 27 ] [ 28 ] |
| Marcos Albuquerque             | 2011 - 2015          | [ 37 ] [ 30 ] |
| 2020                           | Édson Honorato "Nem" | [ 8 ]         |

## Carnavais
| Carnavais do GRES Acadêmicos do Dendê                                                                                 | Carnavais do GRES Acadêmicos do Dendê                                                                                 | Carnavais do GRES Acadêmicos do Dendê                                                                                 | Carnavais do GRES Acadêmicos do Dendê | Carnavais do GRES Acadêmicos do Dendê                                                                                 | Carnavais do GRES Acadêmicos do Dendê |
| Ano | Colocação | Grupo | Enredo | Carnavalesco | Ref.                                  |
| --- | --- | --- | --- | --- | ------------------------------------- |
| 1992 | Campeã | Desfile de Avaliação (quinta divisão)                                                                                 | "Rio, que te quero verde" (Samba-enredo composto por Guinna, J. Brito, Bujão e Márcio do Dendê) | Deco e Zezinho | [ 39 ]                                |
| 1993 | Vice-campeã | Desfile de Avaliação (quinta divisão)                                                                                 | "Tem cupido no samba" (Samba-enredo composto por Marcílio e Pelé) | Deco e Zezinho | [ 40 ]                                |
| 1994 | Campeã | Grupo C (quarta divisão)                                                                                              | "Ser chic na avenida chique" (Samba-enredo composto por Maurição, Robertinho Devagar e Bizú) | Amarildo de Mello | [ 41 ]                                |
| 1995 | Campeã | Grupo B (terceira divisão)                                                                                            | "Essa água é fogo" (Samba-enredo composto por Luisinho, Valdo Rosa, Neguinho da Ilha) | Amarildo de Mello | [ 42 ]                                |
| 1996 | Vice-campeã | Grupo B (terceira divisão)                                                                                            | "Prédio roubado, ponha-se na rua... Ora pois, pois!" (Samba-enredo composto por Jeferson, Nico, Pedro, Bengala, Ronald, Neguinho da Ilha e Luisinho) | Amarildo de Mello | [ 9 ]                                 |
| 1997 | 9.º Lugar (Rebaixada)                                                                                                 | Grupo A (segunda divisão)                                                                                             | "Do pasto, fantasia, do gado, alegoria" (Samba-enredo composto por Mingau, Leo da Ilha, Waldir, Ednaldo de Lima e Tonho) | Edson Siqueira | [ 10 ]                                |
| 1998 | 11.º Lugar (Rebaixada)                                                                                                | Grupo B (terceira divisão)                                                                                            | "Africano ou baiano? Sou natural dos orixás, sou o tempero do meu Rio de Janeiro, sou carnaval" (Samba-enredo composto por Dalmo Roth e Rose Joal) | Betto Maia e Pierre Le Petit                                                                                          | [ 43 ]                                |
| 1999 | 12.º Lugar (Rebaixada)                                                                                                | Grupo C (quarta divisão)                                                                                              | A escola não desfilou, terminando em último lugar e sendo rebaixada de grupo | A escola não desfilou, terminando em último lugar e sendo rebaixada de grupo                                          | [ 32 ]                                |
| 2000 | 9.º Lugar (Rebaixada)                                                                                                 | Grupo D (quinta divisão)                                                                                              | "Dos filhos deste solo sou mãe gentil, muito prazer Pátria Brasil" (Samba-enredo composto por Pardal, Gugu das Candongas e Valdir da Vala) | Alaôr Júnior e Antônio Roberto                                                                                        | [ 11 ]                                |
| 2001 | Campeã | Grupo E (sexta divisão)                                                                                               | "Kid Morengueira, o malandro no Dendê" (Samba-enredo composto por Eliezer, Silvana da Ilha e Paulinho Serrão) | Antônio Carlos da Costa                                                                                               | [ 33 ]                                |
| 2002 | 7.º Lugar | Grupo D (quinta divisão)                                                                                              | "De azul e branco o Dendê canta a Bossa Nova, chega de saudades..." (Samba-enredo composto por Luizinho, Ratinho, Márcio Monteiro e Julinho) | Antônio Carlos da Costa                                                                                               | [ 44 ]                                |
| 2003 | 7.º Lugar | Grupo D (quinta divisão)                                                                                              | "O Brasil e os seres fantásticos" (Samba-enredo composto por Aloisio Villar, Cadinho, Gilberto Lua, Maneco, Decicka Jones, Dãozinho e Timbó) | Arnon Carvalhaes | [ 12 ]                                |
| 2004 | 9.º Lugar | Grupo D (quinta divisão)                                                                                              | "O cruzeiro que traz o real desembarca no carnaval" (Samba-enredo composto por Aloísio Villar, Cadinho da Ilha, Maneco, Gilberto Lua, Decicka Jonnes e Bi Bom de Bola) | Jorge Mendes | [ 35 ]                                |
| 2005 | 5.º Lugar | Grupo D (quinta divisão)                                                                                              | "Na história do relógio, tudo tem hora certa" (Samba-enredo composto por Serjão do Cavaco, Gilberto Lua, Jaú, Doum, Edinaldo, Ariel, Salgadinho, Decika Jonnes e Maneco) | Jorge Mendes | [ 13 ]                                |
| 2006 | Vice-campeã | Grupo D (quinta divisão)                                                                                              | "Com trabalho e cultura, os afro-descendentes constroem o Brasil" (Samba-enredo composto por Gugu das Candongas, Almir da Ilha, Pardal, Doum e Marquinhus do Banjo) | Inalda Pimentel e Carlos Albuquerque                                                                                  | [ 36 ]                                |
| 2007 | Vice-campeã | Grupo D (quinta divisão)                                                                                              | "Licença vamos pedir, pra nossa folia brincar, quem quiser entre na dança, se assim lhe agradar!" (Samba-enredo composto por Aloísio Villar, Bruno Revelação, Gilberto Lua, Maneco, Pedro Migão e Cadinho da Ilha)                                                                    | Severo Luzardo | [ 26 ]                                |
| 2008 | 6.º Lugar | Grupo C (quarta divisão)                                                                                              | "Lendas à brasileira, com sabor de manga e cheiro de jasmim" (Samba-enredo composto por Aloísio Villar, Barbieri, Bruno Revelação, Cadinho, Gilberto Lua, Marquinhus do Banjo, Pedro Migão, Serjão do Cavaco e Walkir)                                                                | Severo Luzardo | [ 27 ]                                |
| 2009 | 10.º Lugar | Grupo RJ-2 (quarta divisão)                                                                                           | "Pode preparar o seu confete, que esse ano na avenida tem Manchete" (Samba-enredo composto por Barbieri, Ito Melodia, Marquinhus do Banjo e Timbó) | Paulo Brasil | [ 19 ]                                |
| 2010 | 13.º Lugar (Rebaixada)                                                                                                | Grupo RJ-2 (quarta divisão)                                                                                           | "O nascimento de uma estrela. De Niterói para a história, de Deixa Falar a Estácio de Sá, Ismael Silva, sua vida o Dendê contará!" (Samba-enredo composto por Aloísio Villar, Barbieri, Bruno Revelação, Cadinho da Ilha, Gegê da Ilha, Gilberto Lua, Ginho, Professor e Pedro Migão) | Almir Jhunior | [ 28 ]                                |
| 2011 | 3.º Lugar | Grupo D (quinta divisão)                                                                                              | "Saideira, uma paixão nacional" (Samba-enredo composto por Renan, Richard, Kinho PQD, Fafa Mau Mau e Marcelo WG) | Severo Luzardo e Márcio Puluker                                                                                       | [ 30 ]                                |
| 2012 | 4.º Lugar | Grupo D (quinta divisão)                                                                                              | "Loucos pela Ilha" (Samba-enredo composto por Aloísio Villar, Bruno Revelação, Birazão, Cadinho da Ilha, Carlinhos Fuzil, Carlos Mistura, Fafa Maumau, Kinho PQD, Lobo Junior, Marcelo China, Marcelo WG e Pedro Migão)                                                               | Carlos Carvalho | [ 23 ]                                |
| 2013 | 5.º Lugar | Grupo C (quarta divisão)                                                                                              | "Pode chegar freguesa! O Dendê mostra a cultura e a alegria da feira" (Samba-enredo composto por César Som Livre, Jaú, Cesinha, Ronald Pennaforte, Adilson BB, Fábio Bala, Fábio Fernandes, Romeu e Henrique)                                                                         | Carlos Carvalho | [ 45 ]                                |
| 2014 | 11.º Lugar | Grupo C (quarta divisão)                                                                                              | "Nosso samba tem história, nossa escola é de samba!" (Samba-enredo composto por Anderson Diniz, Alexandre Valle, Cadinho, Lobo Jr. e Wagner Mariano) | Inalda Pimentel e Marcel Albuquerque                                                                                  | [ 14 ]                                |
| 2015 | 6.º Lugar | Série C (quarta divisão)                                                                                              | "A ginga da rainha" (Samba-enredo composto por Walkir Fernandes, Gugu Das Candongas, Silvana Da Ilha, Beto Mascarenhas, Herbert Rocha e Marquinhos Do Banjo) | Severo Luzardo, Clebson Prates e Rodrigo Meiners                                                                      | [ 15 ] [ 37 ]                         |
| 2016 | 11.º Lugar (Rebaixada)                                                                                                | Série C (quarta divisão)                                                                                              | "Wandyr Trindade, sua estrela vira um sonho na avenida!" (Samba-enredo composto por Serginho Sumaré, Lula Antunes, André do Cavaco, Luciana Brandão, Washington, Dudu Viana e Dudu Senna)                                                                                             | Severo Luzardo e Luiz Antônio de Almeida                                                                              | [ 16 ]                                |
| 2017 | 12.º Lugar (Rebaixada)                                                                                                | Série D (quinta divisão)                                                                                              | "Viagem fantástica na arca do poetinha" (Samba-enredo composto por Gugu Das Candongas, Marquinhus do Banjo, Roger Linhares, Rafael Mikaiá, Cadinho, Rosângela Cunha, Antônio Costa Tuninho e Maneco)                                                                                  | Guilherme Alexandre                                                                                                   | [ 46 ]                                |
| 2018 | 9º Lugar | Série E (sexta divisão)                                                                                               | "Feira de Caruaru" | Guilherme Alexandre                                                                                                   | [ 47 ]                                |
| 2019 | 10º Lugar | Série E (sexta divisão)                                                                                               | "Mburukujá...E por falar em paixão!.." | Guilherme Alexandre                                                                                                   | [ 48 ]                                |
| 2020 | 4º lugar | Grupo de Avaliação (quinta divisão)                                                                                   | "Reciclando Carnavais" | Severo Luzardo | [ 49 ] [ 8 ]                          |
| Inicialmente adiados para o mês de julho, os desfiles do Carnaval 2021 foram cancelados devido a pandemia de Covid-19 | Inicialmente adiados para o mês de julho, os desfiles do Carnaval 2021 foram cancelados devido a pandemia de Covid-19 | Inicialmente adiados para o mês de julho, os desfiles do Carnaval 2021 foram cancelados devido a pandemia de Covid-19 | Inicialmente adiados para o mês de julho, os desfiles do Carnaval 2021 foram cancelados devido a pandemia de Covid-19 | Inicialmente adiados para o mês de julho, os desfiles do Carnaval 2021 foram cancelados devido a pandemia de Covid-19 | [ 50 ]                                |
| 2022 | 5º Lugar | Série Bronze (quarta divisão)                                                                                         | Uma Viagem Encantada ao Imaginário Infantil | Mário Bandeira | [ 51 ]                                |
| 2023 | 6º Lugar | Série Prata (Sábado) (terceira divisão)                                                                               | Cárcere Sagrado | Renato Vieitas | [ 52 ]                                |
| 2024 | 14º Lugar (Rebaixada)                                                                                                 | Série Prata (Sexta-feira) (terceira divisão)                                                                          | Na beleza das flores e no brilho das cores, mulheres guerreiras do nosso Brasil Compositores: Kadinho, Régis Zanco, Léo Beré, Almeida Sambista, Alfredo Maio, Joca Máximo, Sérgio Beto e Fagundinho                                                                                   | Luiz Carlos | [ 53 ] [ 54 ]                         |
| 2025 | Campeã | Série Bronze (Sábado) (quarta divisão)                                                                                | David Miranda - Um legado de resistência | Marco Antônio Falleiros                                                                                               | [ 55 ] [ 56 ]                         |
| 2026 | | Série Prata (terceira divisão)                                                                                        | No Carnaval dos 7 Mares, vai dar Zebra! | Pablo Azevedo Renato Vieitas                                                                                          |                                       |

## Títulos
A escola possui três títulos de campeã conquistados em grupos de acesso. Em 1994 conquistou seu primeiro campeonato no acesso, com o enredo "Ser chic na avenida chique", do carnavalesco Amarildo de Mello. No ano seguinte, 1995, foi campeã do Grupo B com o enredo "Essa água é fogo", também de Amarildo. Em 1997, desfilou no Grupo A, a segunda divisão do carnaval carioca, nunca tendo desfilado no Grupo Especial - a primeira divisão.
| Títulos do GRES Acadêmicos do Dendê | Títulos do GRES Acadêmicos do Dendê | Títulos do GRES Acadêmicos do Dendê | Títulos do GRES Acadêmicos do Dendê |
| ----------------------------------- | ----------------------------------- | ----------------------------------- | ----------------------------------- |
| Divisão                             | Divisão                             | Títulos                             | Carnavais                           |
|                                     | Terceira divisão                    | 1                                   | 1995                                |
|                                     | Quarta divisão                      | 1                                   | 1994                                |
|                                     | Sexta divisão                       | 1                                   | 2001                                |

## Premiações
Prêmios recebidos pelo GRES Acadêmicos do Dendê.
| Ano  | Prêmio              | Categoria / premiados                                                                    | Divisão | Ref.   |
| ---- | ------------------- | ---------------------------------------------------------------------------------------- | ------- | ------ |
| 2005 | Troféu Jorge Lafond | Intérprete (Ednaldo de Lima)                                                             | Grupo D | [ 57 ] |
| 2005 | Troféu Jorge Lafond | Comissão de frente                                                                       | Grupo D | [ 57 ] |
| 2006 | Troféu Jorge Lafond | Melhor comunicação com o público                                                         | Grupo D | [ 58 ] |
| 2006 | Troféu Jorge Lafond | Bateria (Mestre Márcio Teixeira "Rabicó")                                                | Grupo D | [ 58 ] |
| 2006 | Troféu Jorge Lafond | Ala mirim                                                                                | Grupo D | [ 58 ] |
| 2006 | Troféu Jorge Lafond | Velha guarda                                                                             | Grupo D | [ 58 ] |
| 2006 | Troféu Jorge Lafond | Destaque                                                                                 | Grupo D | [ 58 ] |
| 2007 | Troféu Jorge Lafond | Ala de passistas                                                                         | Grupo C | [ 59 ] |
| 2008 | Troféu Jorge Lafond | Harmonia                                                                                 | Grupo C | [ 60 ] |
| 2015 | Elite do Samba      | Melhor enredo e melhor samba-enredo do Grupo C, além de homenagem especial do presidente | Grupo C | [ 61 ] |